# Shackleton Energy Company
Shackleton Energy Company — приватна компанія, заснована у 2007 році в Дель Валле, Техас з метою підготовки обладнання та технологій необхідних для проведення гірничої розробки Місяця. Shackleton є підрозділом Stone Aerospace.

## Підхід
Shackleton збирається займатися проспекцією Місяця. Якщо будуть знайдені значні поклади льоду, планується закласти мережу «орбітальних заправочних станцій» на низькій навколоземні орбіті та Місяці для переробки та надання палива та інших витратних матеріалів комерційним та військовим замовникам.

Якщо проспекція буде успішною — поклади льоду знайдені, законодавство змінене для підтримки комерційної розробки, та якщо лід зможуть видобувати — Shackleton пропонує заснувати паливопереробку на поверхні Місяця. Обладнання має плавити лід і очищувати отриману воду,
розкладати за допомогою електролізу воду на водень and кисень, потім конденсувати гази в рідкий водень та рідкий кисень і також переробляти їх на перекис водню, які всі можуть бути використані як ракетне паливо. Якщо інші летючі сполуки (з низькою точкою кипіння), такі як аміак чи метан будуть знайдені, вони також перероблятимуться на паливо, добриво, і інші корисні продукти.
Економічні міркування, які можуть зробити підприємство потенційно прибутковим засновані на відносно малій вартості доставки палива та інших витратних матеріалів з Місяця на низьку опорну орбіту.
Через особливості небесної механіки таке перевезення потребує лише від 1/14-ї до 1/20-ї від кількості палива, яке потрібно для доставки з Землі.

## Юридичні питання
Хоча потрібне законодавство для початку гірничої розробки на Місяці ще не повністю готове, головні світові космічні агенції, включно з НАСА, координують свої зусилля для заохочення виду комерційної активності, запропонованої компанією Shackleton.
Підприємці думають про подальше розширення комерції у космосі. Як тільки дослідження космосу досягне Місяця й Марса, там знайдуться потенційні можливості для компаній заберечення … видобування і переробки ресурсів у космосі. Наприклад, місячне каміння багате на кисень, який може бути використаний для забезпечення життє-підтримуючих систем на Місяці. Рідкий кисень може бути також використаний як ракетне паливо — і може бути так, що його більш вигідно виробляти в космосі, ніж транспортувати з Землі. Гірнича розробка Місяця може також забезпечити титан — міцний, але легкий матеріал, затребуваний для високо-технологічних аерокосмічних застосувань. На кінець, відомий достаток на Місяці гелія-3 може виявитися важливим у майбутньому, коли реактори на основі ядерного синтезу стануть можливі.
Щоб бізнес-сектор був спокійний щодо своїх інвестицій, йому потрібна впевненість у довгостроковості намірів по дослідженню космосу, у можливості донести свої ідею до уряду і тому, що закони працюватимуть. Це означає спільне розуміння у таких складних питаннях як право власності та передача технологій. Координаційний Механізм, задуманий як частина Глобальної Стратегії Дослідження, забезпечить обговорення цих важливих питань.